# إليجاه وايت
إليجاه وايت (بالإنجليزية: Elijah White)‏ هو مبشر أمريكي، ولد في 1806 في نيويورك في الولايات المتحدة، وتوفي في 3 أبريل 1879.

## وصلات خارجية
- إليجاه وايت على موقع الموسوعة البريطانية (الإنجليزية)